# Canyra tenensis
Canyra tenensis är en insektsart som beskrevs av Frederick Arthur Godfrey Muir 1926. Canyra tenensis ingår i släktet Canyra och familjen sporrstritar. Inga underarter finns listade i Catalogue of Life.